# Mickeltjärnarna (Jokkmokks socken, Lappland, 737218-173875)
Mickeltjärnarna är en sjö i Jokkmokks kommun i Lappland och ingår i Råneälvens huvudavrinningsområde.